# 이란 아세만 항공 6895편 추락 사고
이란 아세만 항공 6895편 추락 사고는 2008년 8월 24일 오후 8시 30분 (현지시간), 키르기스스탄의 수도 비슈케크 마나스 공항을 이륙해 이란의 테헤란 이맘 호메이니 국제공항으로 향할 예정이었던 아세만 항공 소속의 보잉 737기가 이륙 직후 곧바로 추락한 사고이다. 이란인 52명, 키르기스스탄인 24명, 카자흐스탄인 3명, 캐나다인 2명, 중국인과 튀르키예인 각각 1명을 포함한 90명의 탑승객 중 68명이 사망하였다.

## 원인
마나스 공항 관계자의 증언에 의하면 승무원 측이 이륙 10분 후 여객기 기내에서의 기술적인 결함이 있는 것으로 통보한 후 추락한 것으로 되어 있으나, 정확한 원인은 불분명하다.

## 기체
사고 항공기는 키르기스스탄의 이텍에어가 1979년 제작된 보잉 737을 아세만 항공에 양도한 기체이다. 사고기를 양도한 이텍에어는 안전 기준 미달로 현재 EU 역내 취항 금지 항공 회사 목록에 포함되어 있다.

## 같이 보기
- 스팬에어 5022편 착륙 사고